# Safi (Malta)
Safi é um povoado da ilha de Malta em Malta, com uma população estimada de 2.126 pessoas em março de 2014.